# Tetragnatha irridescens
Tetragnatha irridescens är en spindelart som beskrevs av Ferdinand Stoliczka 1869. Tetragnatha irridescens ingår i släktet sträckkäkspindlar, och familjen käkspindlar. Inga underarter finns listade i Catalogue of Life.